# Tragödie im Hause Habsburg
Tragödie im Hause von Habsburg ist ein gut zweistündiges, deutsches Stummfilm-Historiendrama aus dem Jahre 1924 von Alexander Korda mit seiner Ehefrau Maria Corda in der weiblichen Hauptrolle.

## Handlung
Erzählt wird eine Familientragödie, die sich (nicht immer faktengetreu) an einer weithin bekannten der regierenden Herrscherfamilie Österreich-Ungarns des Jahres 1889 orientiert. Diverse Namen wurden geändert.
Wien in den ausgehenden 1880er Jahren: Kaiser Franz Joseph I. regiert mit harter Hand. Sein Sohn Kronprinz Rudolf, der hier Richard heißt, hat sich mit dem Monarchen überworfen, stößt sein reformerischer Geist doch immer wieder auf starken Widerwillen seines reaktionären Vaters. Der Hof mit seinen Intrigen, den strengen Regularien und der verkrusteten Etikette lässt eine eigene Entfaltung des Sohnes nicht zu. Auch andere interessierte Kreise streben nach umfassender Veränderung. Schon bildet sich um den liberalen Erzherzog Johann ein Verschwörerkreis zu Gunsten Rudolfs. Als einen Akt ultimativen Widerstands lässt sich Richard mit einem unbedarften jungen Mädchen der Wiener Gesellschaft ein, die hier jedoch nicht Mary Vetsera, sondern in Spiegelschrift Arestev heißt. Die Tragödie gipfelt schließlich in einem kaiserlichen Mord an dem Mädchen, verübt vom Kronprinzen. Dann richtet dieser sich selbst. 

## Produktionsnotizen
Die Tragödie im Hause Habsburg entstand im Winter 1923/1924 mit Dreharbeiten an den Originalschauplätzen Schloss Schönbrunn und Wiener Hofburg sowie in den Jofa-Ateliers. Der Film passierte am 2. Mai 1924 die Zensur und wurde noch im selben Monat am UFA-Theater Kurfürstendamm uraufgeführt. Die Länge des mit Jugendverbot belegten Siebenakters betrug 3057 Meter. In Österreich lief der Streifen unter dem Titel Der Prinz der Legende an.
Heinrich C. Richter und Hans Flemming gestalteten die Filmbauten.

## Kritiken
Das „Grazer Tagblatt“ urteilte: „Die Aufmachung des altösterreichischen Hofes mit seinem Gepränge ist vorzüglich gelungen. (…) Von den Darstellern verdienen die des Kronprinzen und des Erzherzog Johann an erster Stelle genannt zu werden. Mit der Maske des Kaiser Franz Josef findet man sich schließlich auch ab, nicht aber mit seinem Spiel. Die Rolle der Vetsera war nicht glücklich besetzt. Die Handlung ist geschickt auf Spannungen ausgearbeitet und auf jeden Fall sehr interessant.“
Die Villacher Zeitung hingegen lobte überschwänglich: „Die Hauptdarsteller für das Kaiserpaar, Kronprinz und Mary, sind vorzüglich in Maske und Spiel, der historische Hintergrund voll Lebenstreue und die Ausarbeitung bezw. Ausschmückung des Films eine Glanzleistung der Kinoindustrie.“
Die Linzer Tagespost stellte „die Ausstattung, welche die Pracht der Hoffestlichkeiten, besonders eines Hofballes, mit voller Echtheit vor Augen führt, heraus“, und schrieb zu den schauspielerischen Einzelleistungen: „Einzelne Figuren aus der damaligen Zeigt sind ungemein glücklich dargestellt, manche etwas weniger treffend.“